# Torfaen
Torfaen (walisisk: Bwrdeistref Sirol Caerffili er et et et hovedområde i det sydøstlige Wales.
Torfaen grænser op til Monmouthshire mod øst, Newport mod syd og  Caerphilly og Blaenau Gwent mod sydvest og nordvest. Det ligger i det inden for det historiske county Monmouthshire, og mellem 1974 og 1996 distriktet Gwent, indtil der blev oprettet et nyt hovedområde i 1996.
Pontypool er county town, og andre byer tæller Abersychan, Blaenavon og Cwmbran.